# Georges Houtstont
Georges Houtstont, né à Paris le 24 décembre 1831 et mort à Saint-Gilles le 8 décembre 1912, est un sculpteur français, actif à Bruxelles en Belgique.

## Biographie

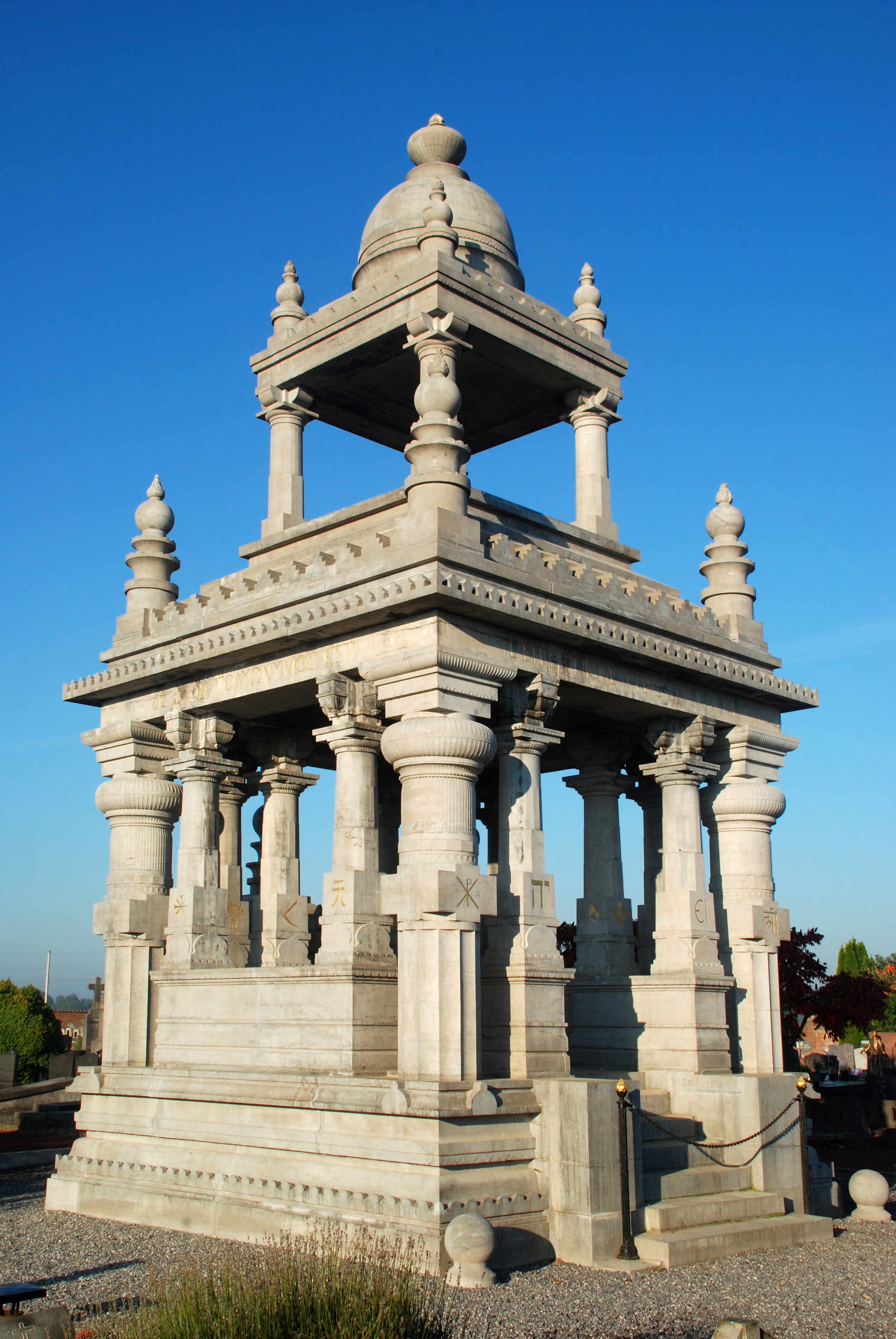
Georges Houtstont, Mausolée Goblet d'Alviella d'après les plans de l'architecte Adolphe Samyn.

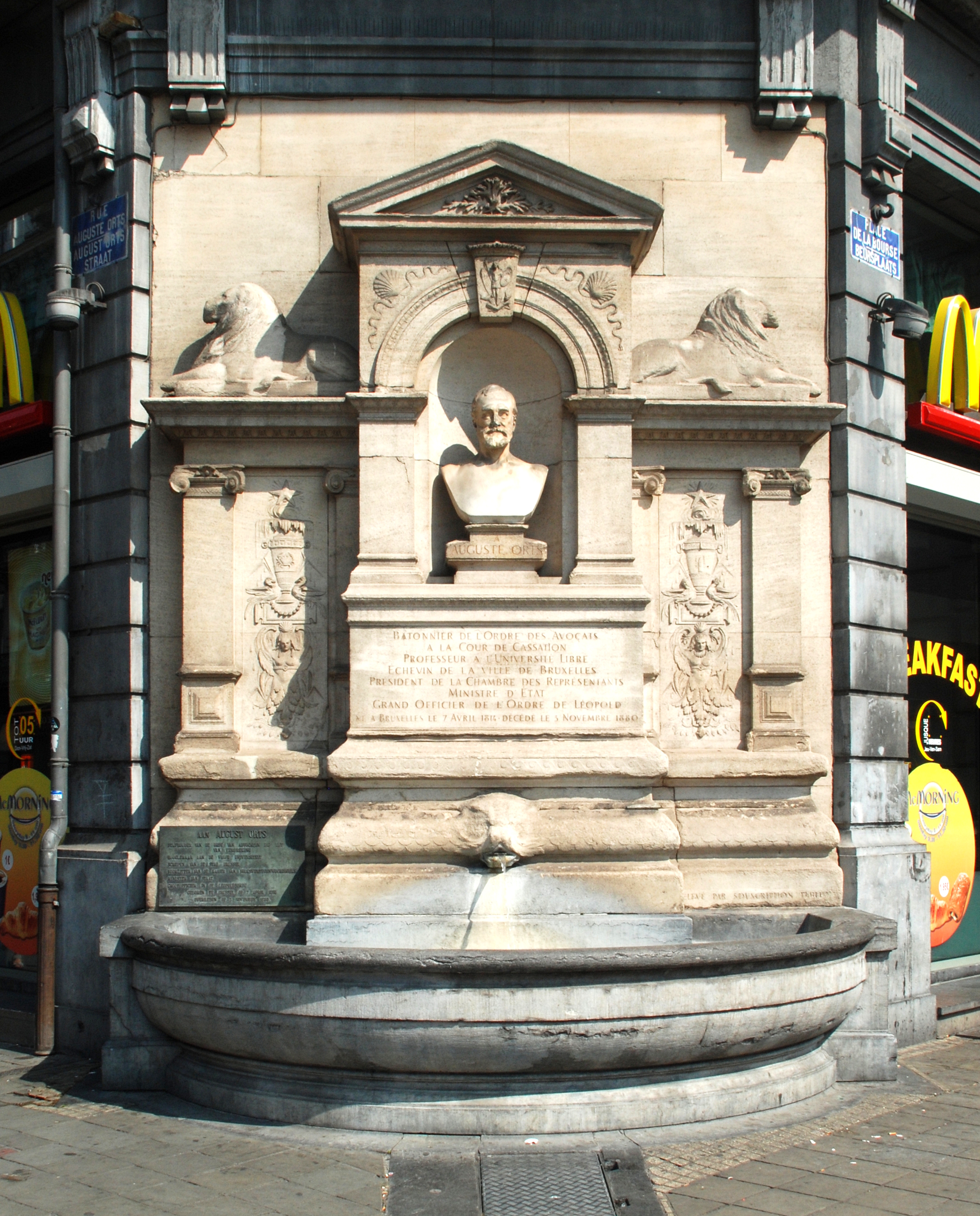
Fontaine Orts, Bruxelles.

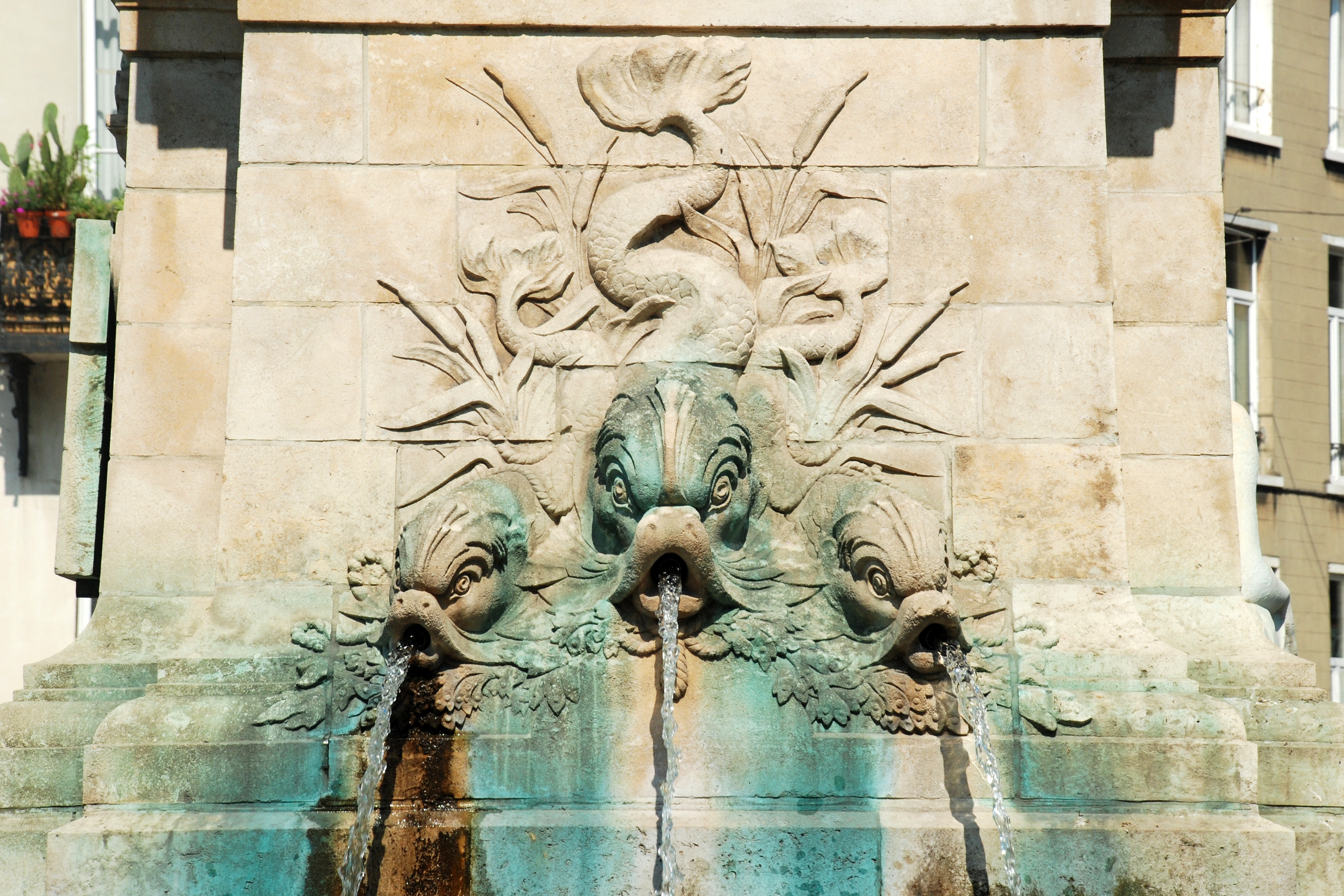
Dauphins cracheurs de la fontaine Anspach.

Baptiste Georges Étienne Houtstont, né à Paris le 24 décembre 1831, est le fils d'Étienne Houtstont, plaqueur, et de Virginie Moptit. Il épouse Clémentine Laure Thiaucourt à Clichy.
Statuaire et sculpteur ornemaniste, Georges Houtstont est invité dès 1862 à Bruxelles par l'architecte Henri Beyaert qui avait apprécié ses travaux décoratifs pour le palais du Louvre à Paris. Cette année-là, Beyaert lui confie les travaux d'ornementation sculptée de la nouvelle Banque nationale de Belgique. Beyaert lui confia également l'ornementation de la façade de la Maison des Chats à Bruxelles (1874).

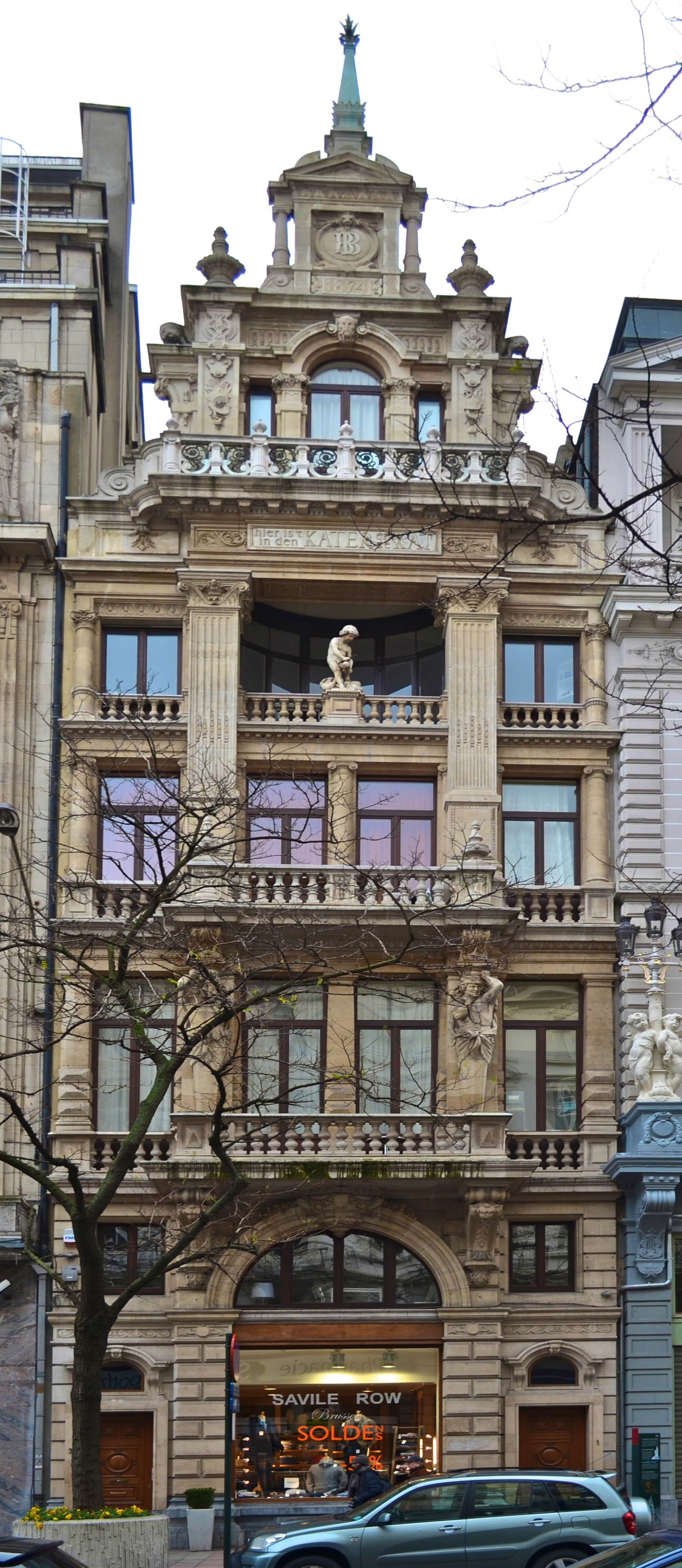
Maison des Chats, Bruxelles (1874).

Georges Houtstont est professeur de sculpture et de modelage à l'Académie des beaux-arts de Saint-Josse-ten-Noode.
Dès 1876, il participe aux travaux du Palais de justice de Bruxelles et au chantier du nouvel Hôtel des Monnaies de Saint-Gilles.
Il ouvre un atelier de formation au 68, chaussée de Charleroi et un autre situé rue Veydt à Saint-Gilles, où se formèrent de nombreux apprentis. Son atelier, très actif, collabore avec les principaux architectes de son temps, comme Henri Beyaert, Joseph Poelaert, Alphonse Balat, Jean-Pierre Cluysenaar, Louis De Curte ou Victor Jamaer. C'est dans son atelier bruxellois qu'il accueille son compatriote Auguste Rodin dans les années 1870.
De nombreux artistes réputés se sont formés dans l'atelier de la rue Veydt, lieu de focalisation et de rencontres entre créateurs. Paul Hankar y reçut sa première formation et y fit un stage assez long. Le sculpteur Victor Rousseau y fut également apprenti.
Décédé à Saint-Gilles le 8 décembre, il est inhumé le 12 décembre 1912 au cimetière du Père-Lachaise (division 35).

## Œuvres
- 1887-1889 : Mausolée Goblet d'Alviella, réalisé par Houtstont sur des plans de l'architecte Adolphe Samyn.
- 1888 : Fontaine Orts, en collaboration avec l'architecte Henri Beyaert et le sculpteur Thomas Vinçotte.
- 1897 : dauphins et tritons cracheurs de la Fontaine Anspach[6].